# Isabel d'Armènia Menor
Isabel o Zabel (armeni: Զապել) (nascuda vers 1211, morta 1252) fou reina del Regne Armeni de Cilícia, la darrera de la dinastia dels rubènides. Va succeir al seu pare Lleó II d'Armènia Menor a la seva mort el 5 de maig del 1219.

## Accés al tron
Era filla del segon matrimoni del seu pare amb Sibil·la de Lusignan, filla d'Amalric II de Lusignan, rei de Xipre i nominal de Jerusalem. Els darrers anys de vida de Lleó II d'Armènia Menor, es formaren diverses faccions entre els barons del reialme (nakharark), que veien la successió com un problema imminent per la malaltia del rei. Mentre que uns pensaven que calia mantenir-se fidels al besnebot del rei, Ramon Rupen d'Antioquia, com s'havia pactat anys enrere, altres es fixaven en candidats com: la seva esposa Sibil·la de Lusignan, en segon lloc la filla gran, Estefania, en tercer lloc, el fill d'Estefania, Joan, i en darrer lloc Isabel. Ramon Rupen no convencia perquè ja governava Antioquia i no tenia gaires suports; Estefania tampoc perquè estava casada amb Joan de Brienne, que era rei de Jerusalem. Poc abans de morir, el 2 de maig del 1219, Lleó nomenà successora Isabel, sota regència d'Adam de Bagras, i alliberà els barons del jurament fet a Ramon Rupen, tot i que el papa onori III havia escrit a favor de Joan com a candidat. Ramon Rupen va començar, amb el suport de la seva mare Alícia d'Armènia i el seu marit Vahram, senyor de Còricos, una campanya per imposar-se a Armènia Menor, però fou capturat a Tars.

## Primer matrimoni
Adam de Bagras fou assassinat i el tutor regent va passar a ser Constantí de Barberon. Constantí exilià la vídua, Sibil·la i després concertà un enllaç matrimonial entre Isabel i el jove Felip d'Antioquia, fill de Bohemon IV d'Antioquia, enllaç que per raons d'edat no es va formalitzar fins al 1224. Una de les condicions posades a l'enllaç pels nakharark és que Felip hauria de viure a la manera armènia, i que adoptaria la fe i la comunió dels armenis i respectaria els privilegis de tots els nacionals armenis. Una vegada Felip va pujar al tron no es va estar de tractar els armenis com un poble inferior i va mirar de substituir els càrrecs armenis per altres de francs. No va passar un any quan els nakharark, encapçalats pel més poderós de tots, Constantí de Barbaron, van donar un cop d'estat. Felip fou capturat. Isabel, que n'estava molt enamorada, el va intentar defensar amb el seu cos, i només va cedir per la violència desfermada. Felip morí probablement enverinat el 1225, Isabel marxà al castell de Selèucia i demanà refugi als hospitalers que hi vivien. Quan Constantí es presentà amb el seu exèrcit davant el castell, els hospitalers van oferir vendre el castell amb ella a dins, pensant que així mostraria clemència. Ella expressà el seu desig d'ingressar en un monestir, mentre Constantí assolí la regència.
El pare de Felip, Bohemon IV d'Antioquia, s'encengué d'ira i, aliat amb el soldà d'Iconi Kaykubad I, atacà el nord d'Armènia Menor l'any 1225.

## Segon matrimoni
El 1226 Constantí va casar a Isabel amb el seu propi fill Hethum (IV de Lampron i I d'Armènia menor) el 14 de juny del 1226 amb qui es va iniciar la dinastia hethumiana. Aquest matrimoni només seria legalitzat pel papa l'any 1237, després de molt insistir Constantí. D'aquest enllaç van néixer sis fills: 
- Lleó (el futur rei Lleó III d'Armènia Menor, mort el 1289),
- Toros (mort el 1266),
- Sibil·la, esposa de Bohemon VI d'Antioquia i comte de Trípoli (1251-1274),
- Eufèmia (casada amb Julià Grenier, comte de Sidó, morta el 1309),
- Rita d'Armènia (esposa de Miquel IX Paleòleg, fill de l'emperador Andrònic II Paleòleg)
- Maria d'Armènia (esposa de Guiu d'Ibelin).

Isabel va morir el 1252i fou enterrada en el monestir de Trazarg. El seu marit va restar al tron per dret uxori fins a la seva mort el 1270.